# Oncholaimus opisthonchus
Oncholaimus opisthonchus is een rondwormensoort uit de familie van de Oncholaimidae.